# ブローニュの森

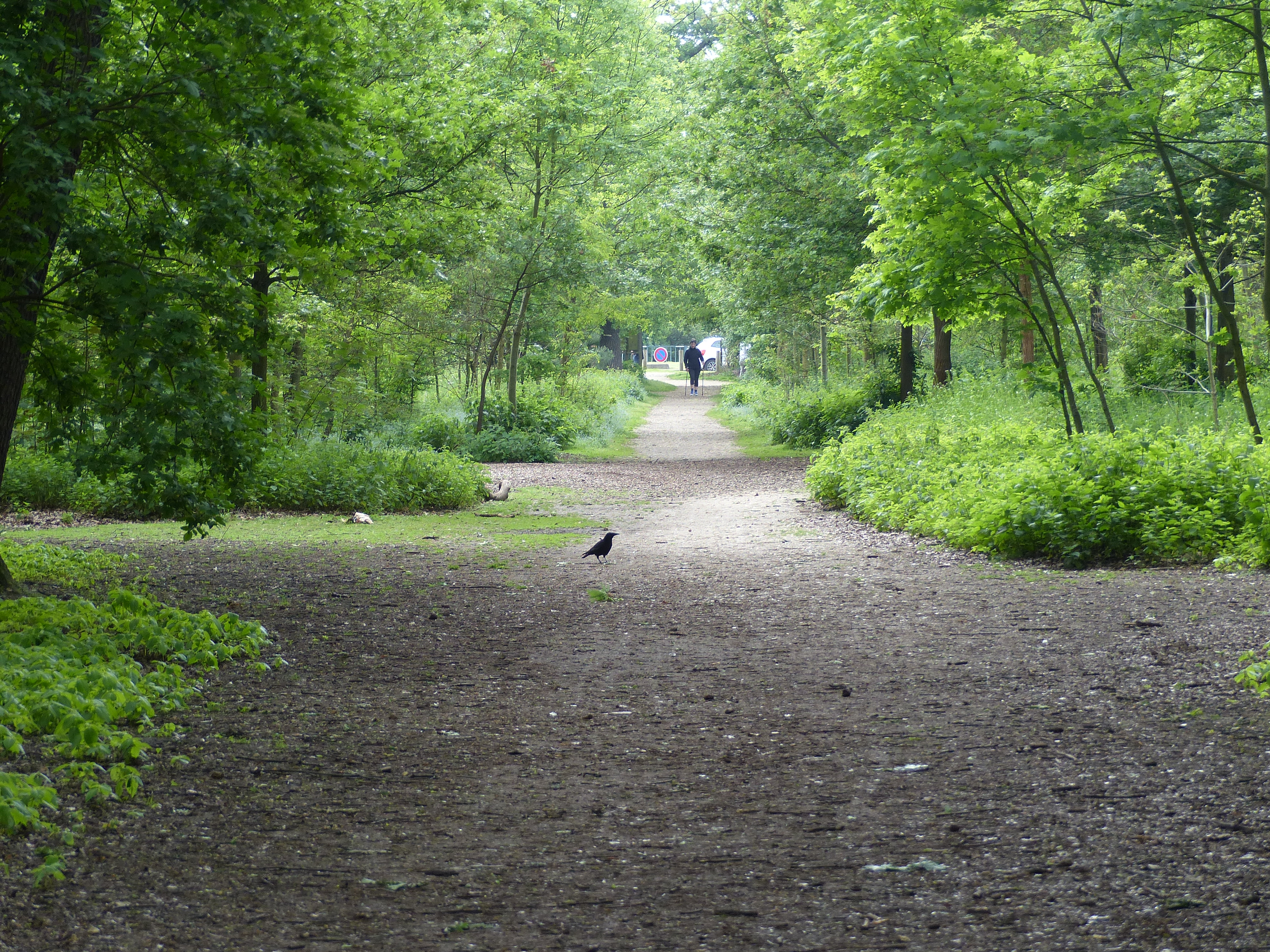
ブローニュの森

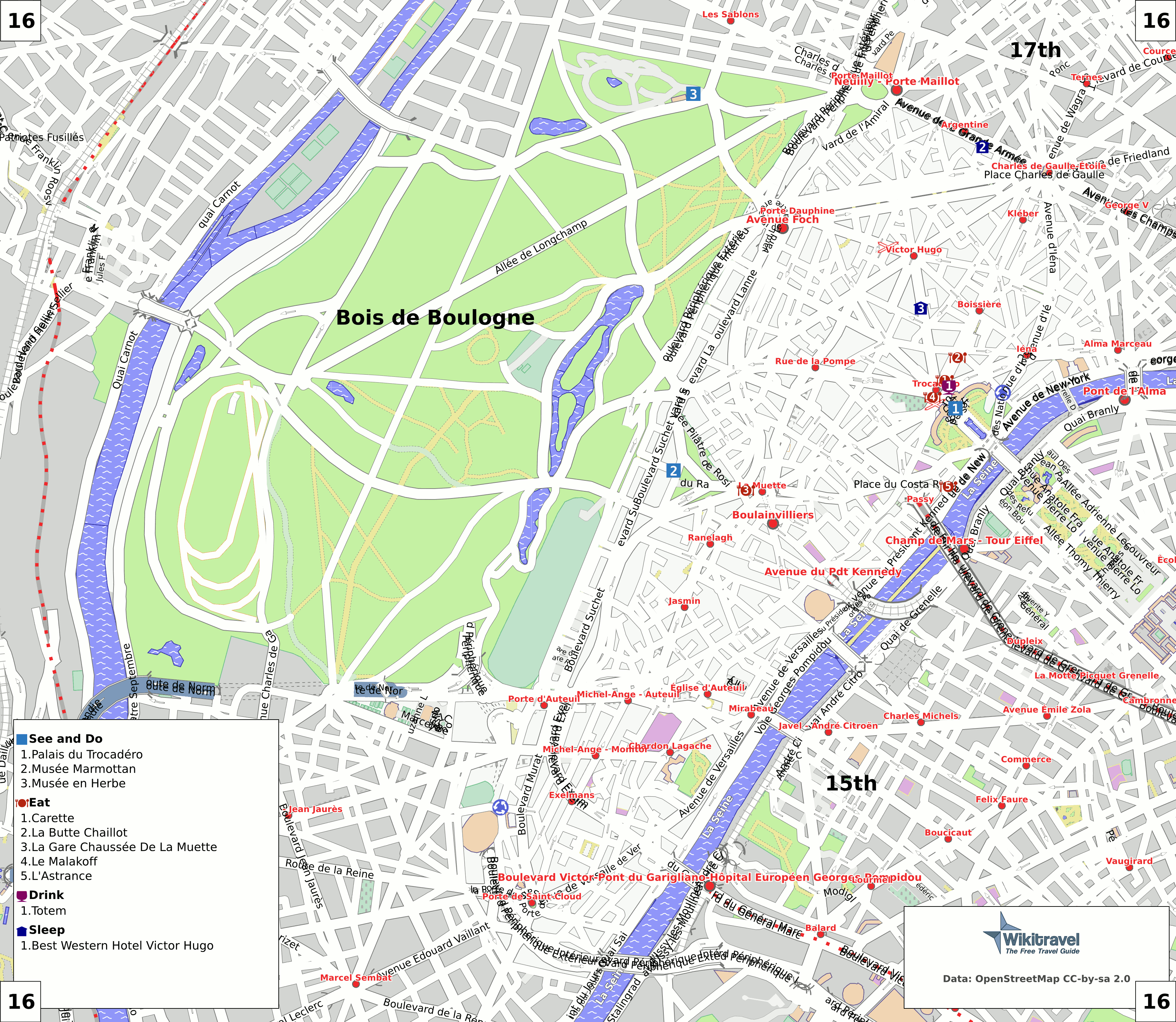
地図

ブローニュの森（ブローニュのもり、Bois de Boulogne）は、フランス・パリ16区にある森林公園である。

## 概要
パリ中心部から西に5kmほどの地域に位置し、面積は846haにもおよぶ。
園内には、フランス国立民族民芸博物館、フォンダシオン・ルイ・ヴィトン、アクリマタシオン庭園の子供遊園地、バカテル庭園、シェイクスピア庭園、オートゥイユ庭園のほか、有名なパリロンシャン競馬場、スタッド・ローラン・ギャロス（全仏オープンが開催されるテニス場）がある。バガテル庭園は24haもの広大なフランス幾何学式庭園で、バガテル・バラ園には約1万本のバラが植えられている。静岡県の河津バガテル公園は姉妹園である。
また、園内には、フランス政府より芸術文化勲章（コマンドール）を受賞した水井康雄の馬首像・アミラル（ブロンズ像）が1963年より設置されている。
パリ市民の身近な憩いの場として、週末を中心に散歩やジョギング・サイクリング等のスポーツを楽しむ人々で賑わう。一方で、治安の面では注意が必要であり、特に夜間は不法行為が見受けられることがある。園内の一部には、使用済みのコンドームや注射器が捨てられている場所もあり、そうした状況を避けるためにも夜間の訪問には十分な警戒が求められる。また、かつては男娼の聖地として有名であるなど、パリ市内の一大売春地帯であった。取り締まりが強化された現在でも、日没後になると客引きをする娼婦の姿を見かけることができ、治安は必ずしも良いとは言えない。

## 歴史

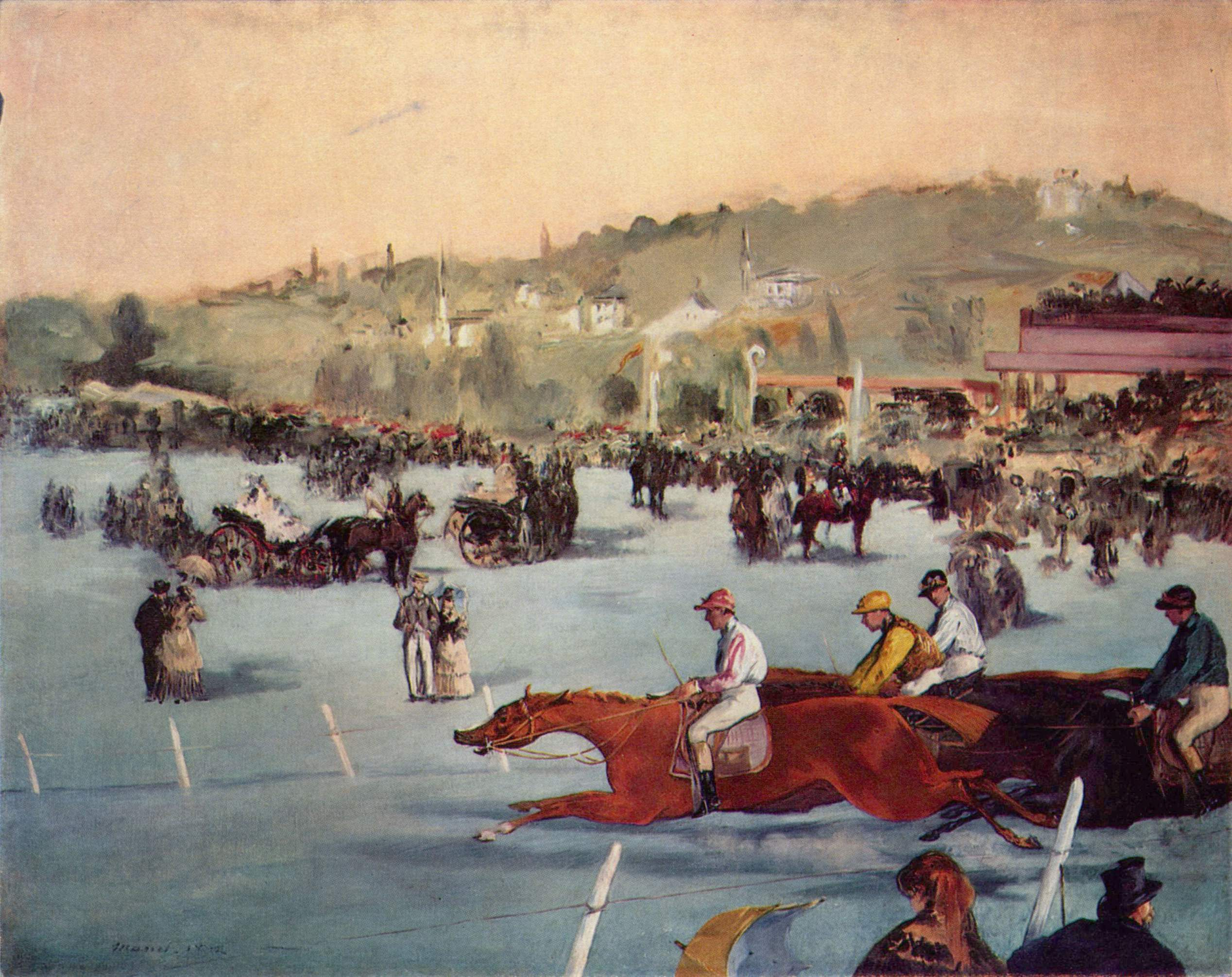
ブローニュの森の競馬場　マネ画　1872年。
ベル・エポックの時代、流行に敏感な"トゥ・パリ"と呼ばれた裕福層は頻繁に競馬場を訪れた。（À la Belle Époque, le Tout-Paris se retrouve fréquemment aux champs de course (Édouard Manet, Courses au bois de Boulogne, 1872).）

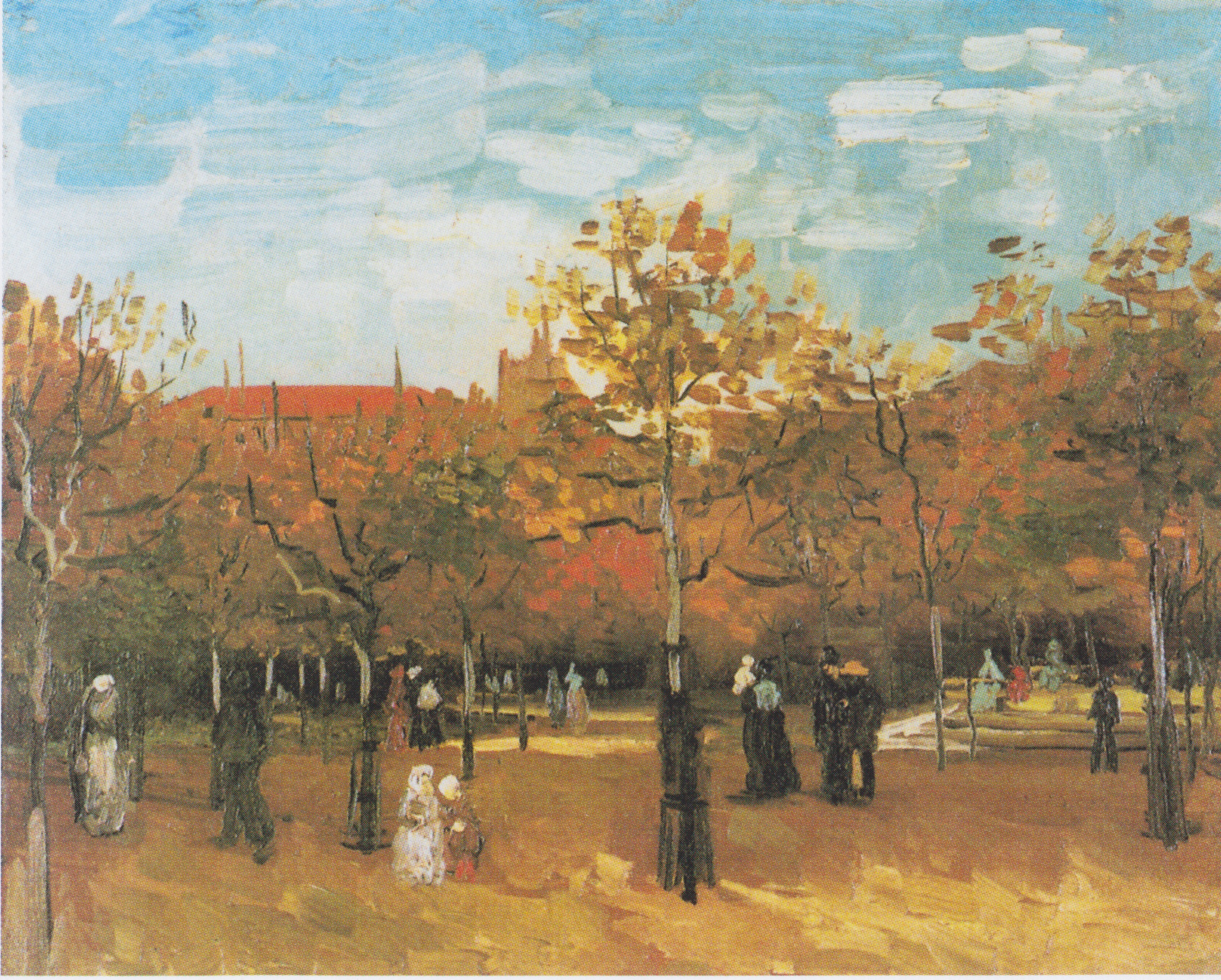
散策する人々　ゴッホ画　1886年

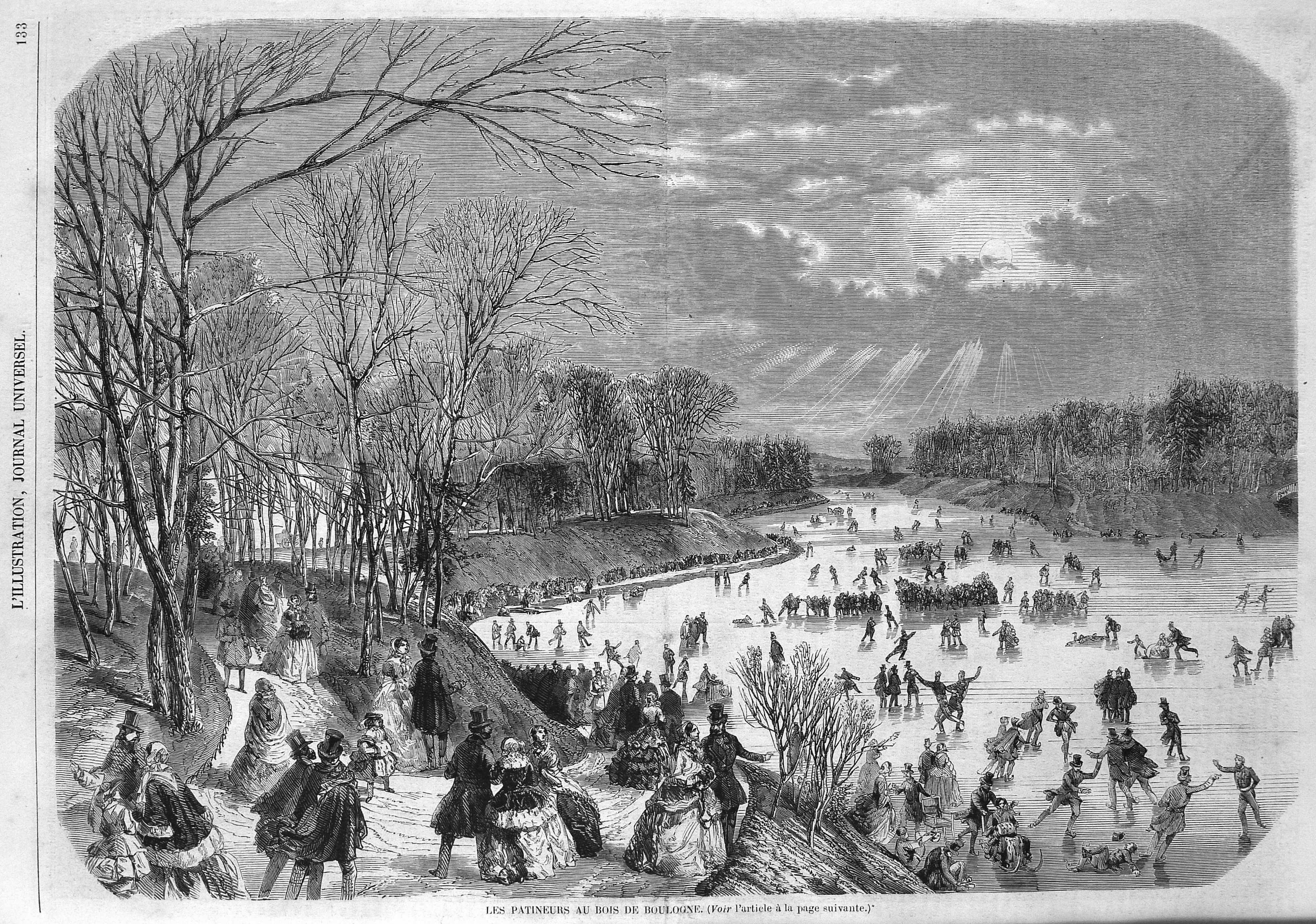
スケートを楽しむ人々　1858年
「イリュストラシオン」掲載

この森は貴族の狩場などとして使われていたが、14〜15世紀の百年戦争の期間は、焼き討ちや強盗によって森は荒廃していた。ルイ11世の時代に、再度の植林や道路の開通といった整備がなされた。フランソワ1世がこの森にマドリッド城 (Château de Madrid ) を建設してから、ブローニュの森は祭りなどに用いられるようになった。
19世紀中頃の第二帝政期、ナポレオン3世がミズナラの茂っていたブローニュの森に、より多種多様な植物を栽培し、乗馬コース、自転車道路、パリロンシャン競馬場、滝で結ばれた2つの人工池等を整備した。
また、森西南側にあるパリロンシャン競馬場と森西北側にあるバガテル庭園とに挟まれた場所に、ロンシャン城 (Château de Longchamp) がある。1856年に生まれたナポレオン4世がブローニュの森での散策を楽しみ、母ウジェニー皇后が、バガテル城を所有する第4代ハートフォード侯爵リチャード・シーモア＝コンウェイ (fr) によりバガテル城をリゾート別荘あるいはパヴィヨン、ヴィラ (ないしフォリ, Folie）として利用した。そのため、"パリ改造"で知られるジョルジュ・オスマン男爵により、御用建築家ガブリエル・ダヴィウ (fr) の下で新城ロンシャン城が建設された。その後、城建物の建て替えが決定され、1934年から取り壊され、戦後の1940年代に新建物が建てられた。
1929年、ブローニュの森は公式にパリ市に編入された。
ブローニュの森は多くの文化的影響を与えた。特に湖水周辺の馬車道は数多くの芸術家の発想の源泉となり、19世紀後半から20世紀初頭の文学ではゾラの『ナナ』やフローベールの『感情教育』、プルーストの『失われた時を求めて』などに登場し、絵画ではマネ、ルノワール、ゴッホ、カサットなどが作品のモチーフに採り上げている。

## その他
- ヴィラ・ウィンザー (fr, en) 
  - 1860年建造のルイ14世様式（バロック建築）の建物。ブローニュの森のヌイイ＝シュル＝セーヌ境界付近にある。当初はルノー家が所有し、第二次世界大戦後の1940年代にはシャルル・ド・ゴールが利用した。1953年からは英国王を退位したウィンザー公爵エドワードとウィンザー公爵夫人ウォリス夫妻が亡くなるまで居住した。夫妻が亡くなった後は、モハメド・アルファイドが購入した。
- ディネ・アン・ブラン（ホワイト・ディナー (Dîner en blanc)）
  - "真っ白な夕食"の意。全身を白い服でまとい、自分の食事から(白い)座席までを持ち寄って、フラッシュモブ的に公共の場所で突然始まるディナー。テーブルは白いテーブルクロスで整えられている。1988年、ブローニュの森バガテル庭園で開催され、手狭になってからポンデザール、コンコルド広場、ルーヴル美術館広場、パリ市庁舎前広場、ヴォージュ広場、シャイヨ宮広場など･･パリの至る公共空間で"突如"開催されてきた。現在ではロンドン、ミュンヘン、モントリオール、ニューヨーク、マイアミからサンパウロ、キャンベラ、シンガポール、上海などに至る世界各地に拡がり、東京でも2015年に明治神宮外苑で初開催されている[7]。

## ギャラリー

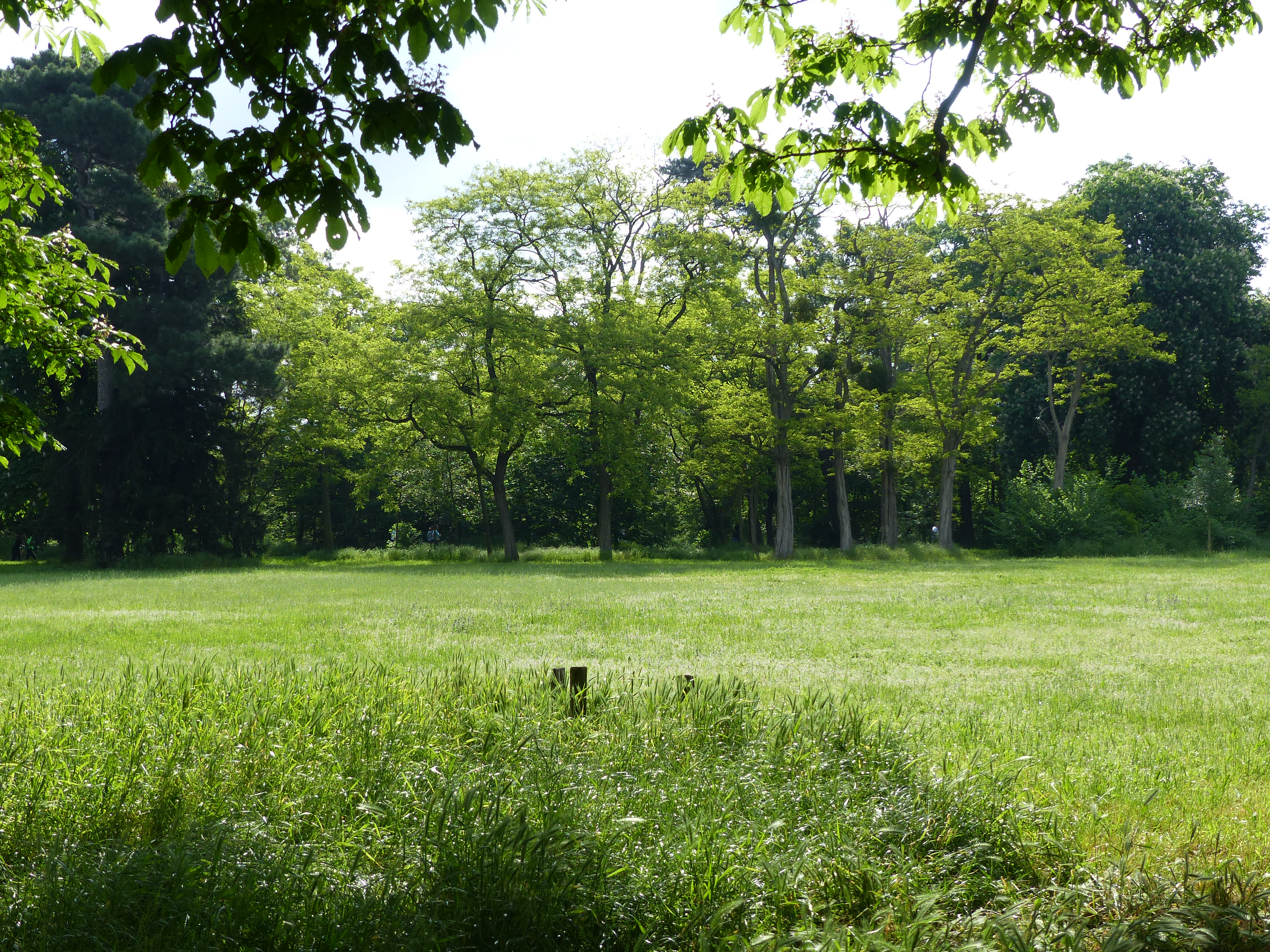
ブローニュの森、2016年5月
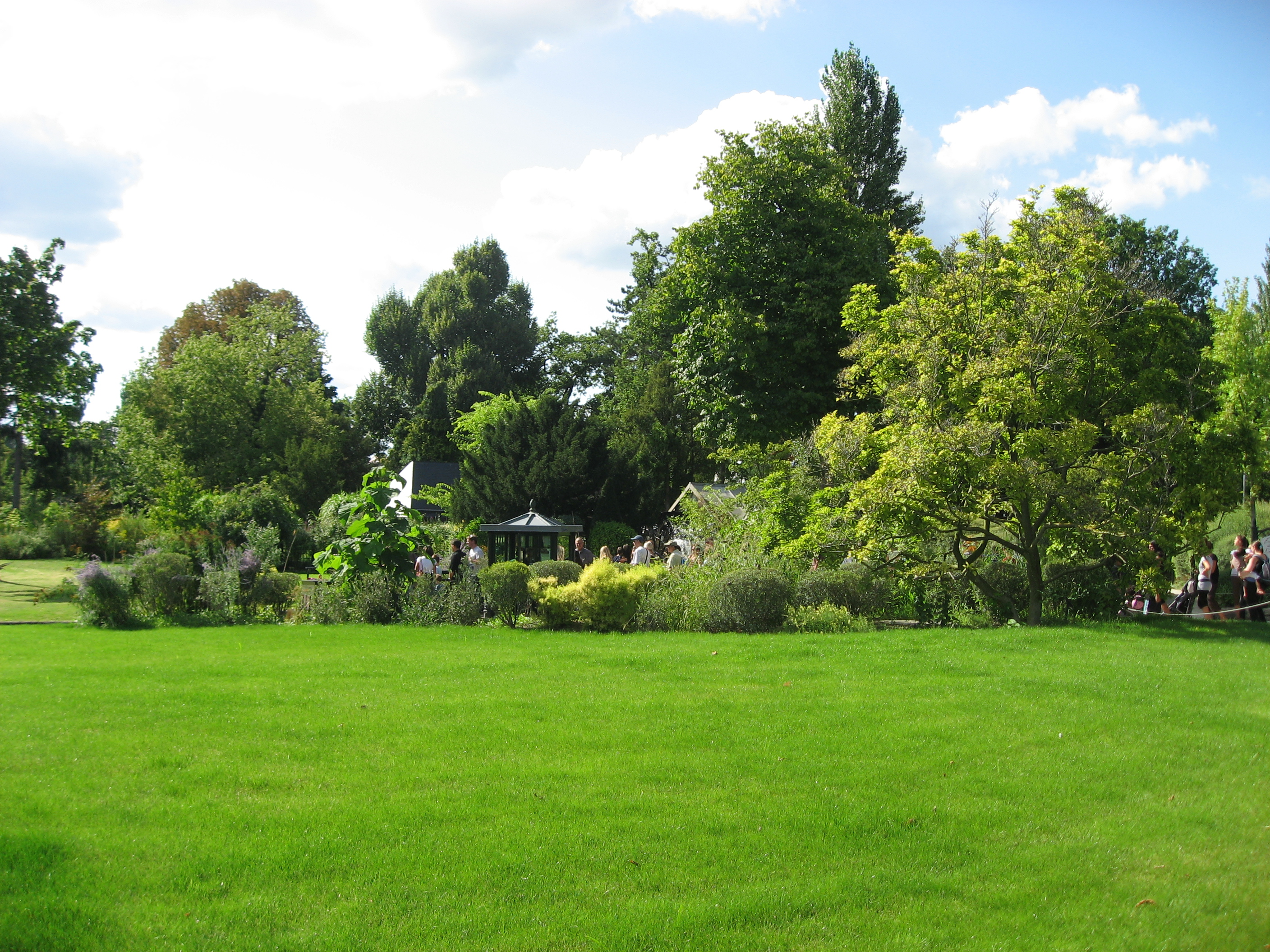
アクリマタシオン庭園内のサラサモクレンの樹
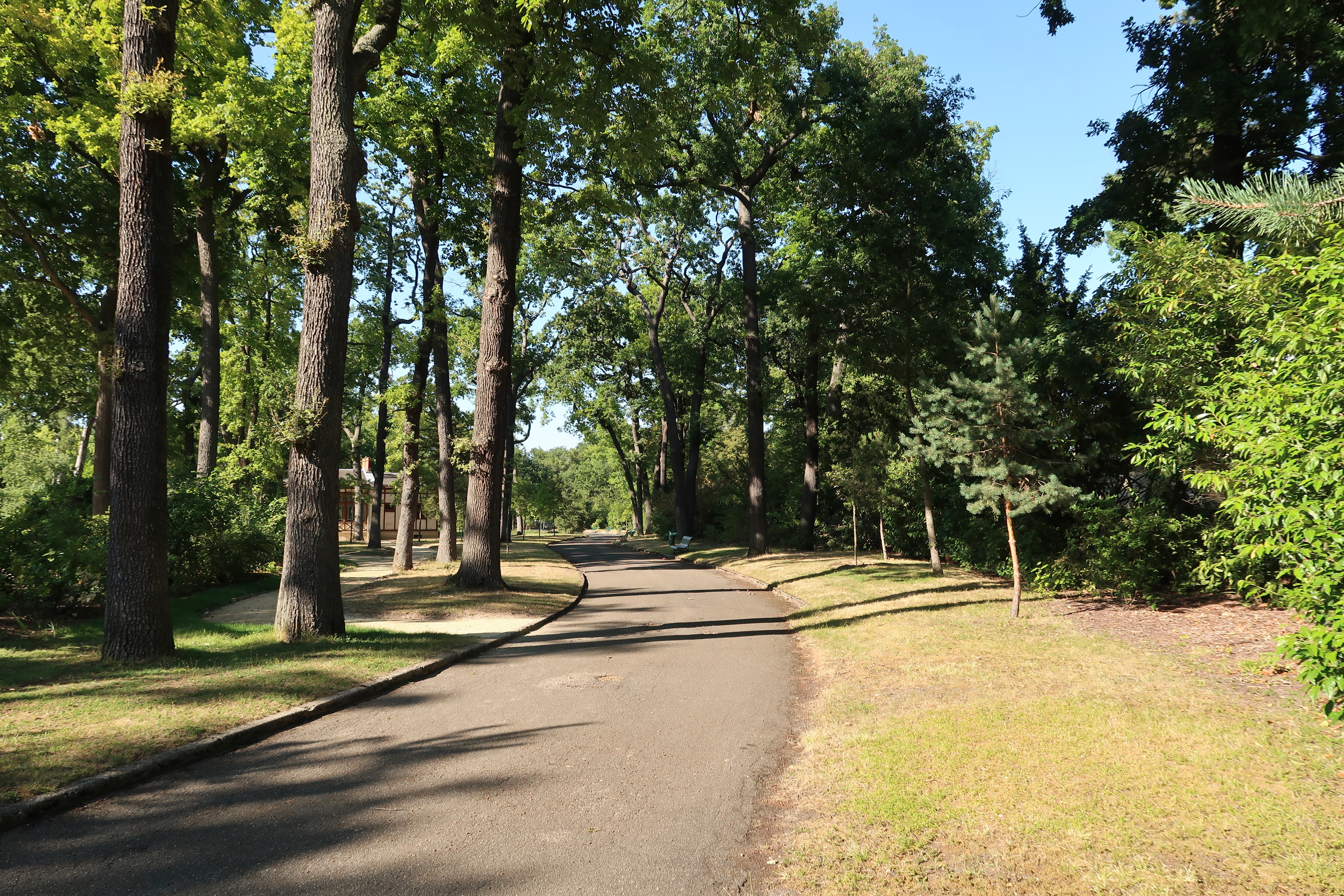
プレ＝カテラン庭園とシェイクスピア庭園
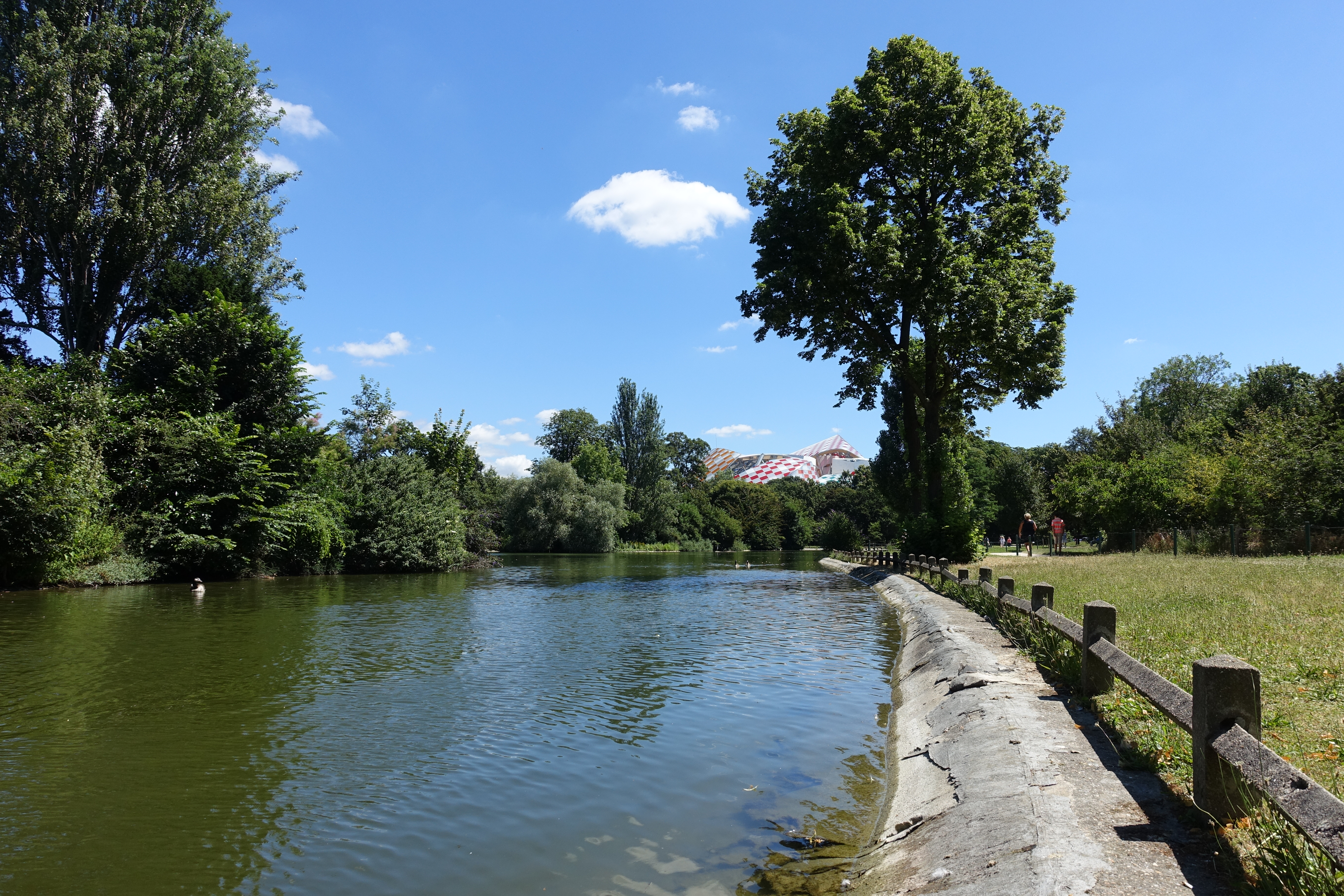
サン＝ジャム池 (Mare Saint-James)
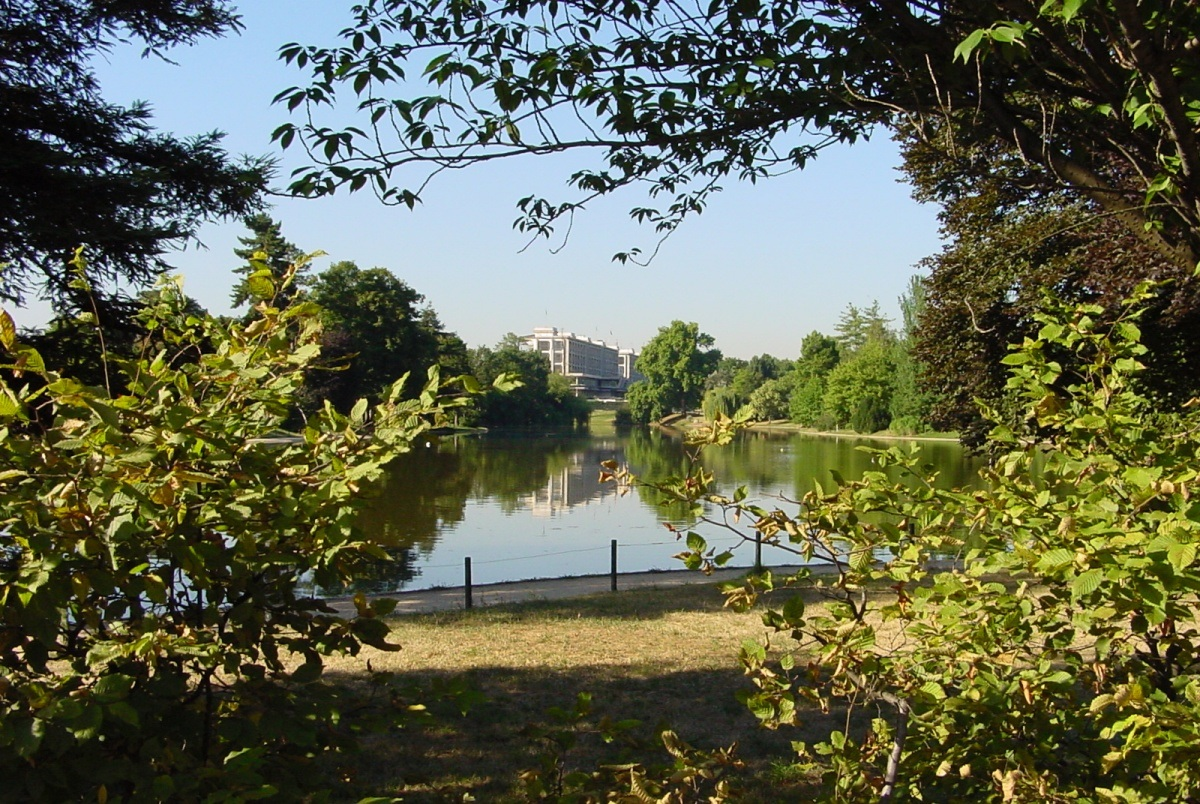
シュペリウール湖 (Lac Supérieur)。2005年
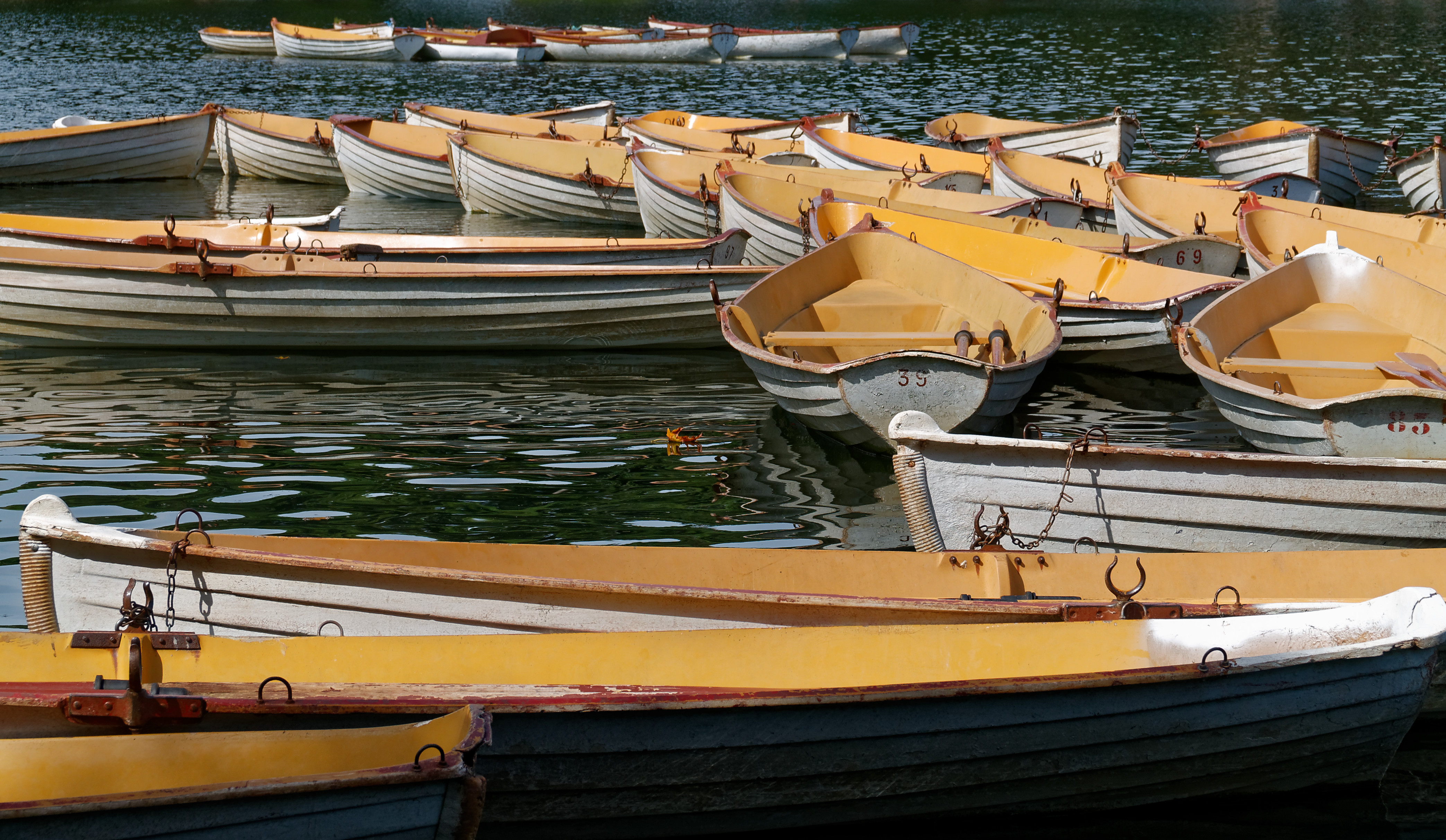
アンフェリウール湖のボート (Bateau sur le lac Inférieur)。2015年8月
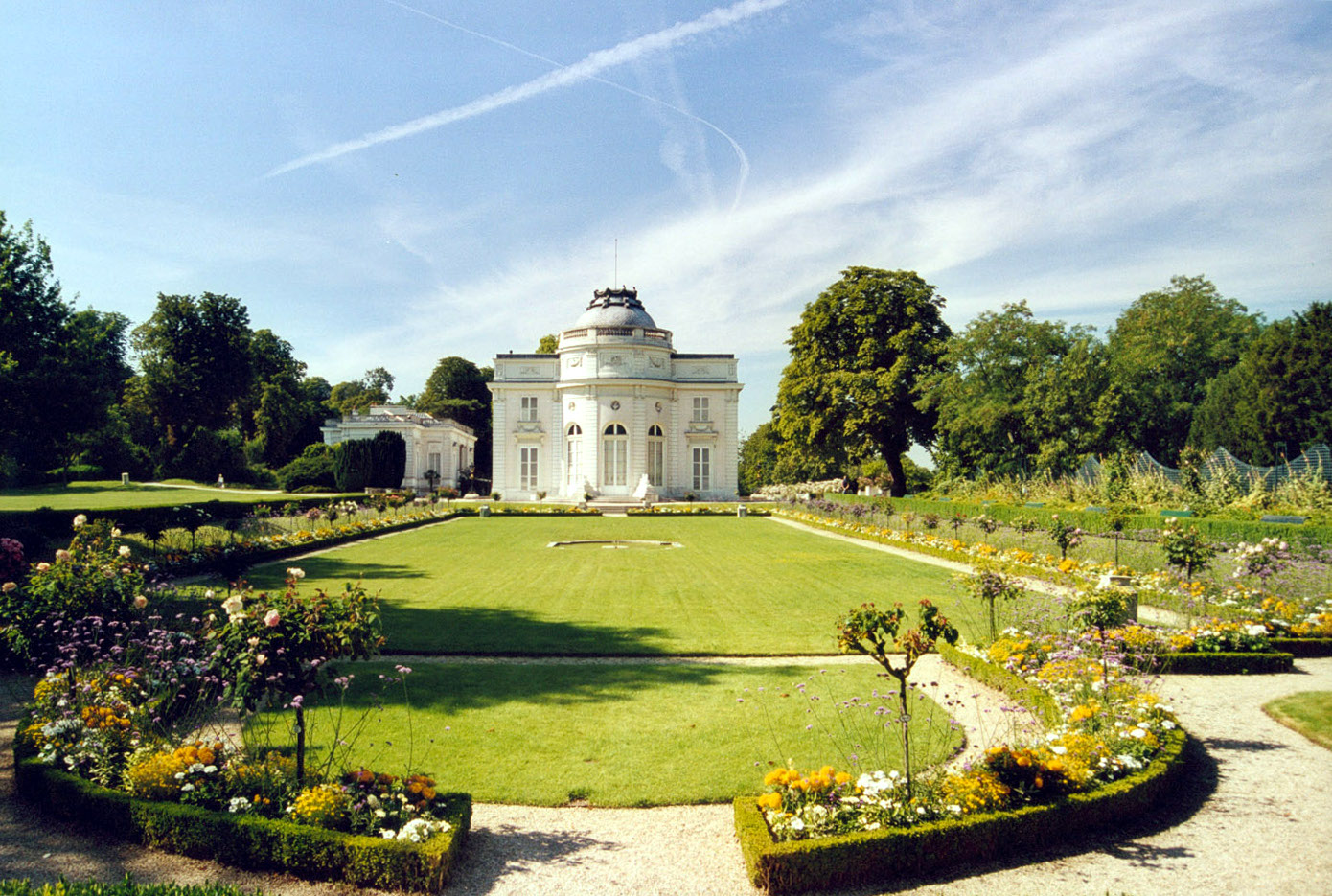
バガテル庭園 (fr) 内のバガテル城 (fr)。同庭園ないし同城は、貴族やブルジョワらのパヴィヨンないしヴィラを意味合いするフォリ (Folie)[3]と括られる。バガテル庭園ないし城は購入したアルトワ伯爵の名をとって"ラ・フォリー・ダルトワ (La Folie d'Artois)"と呼ばれた。
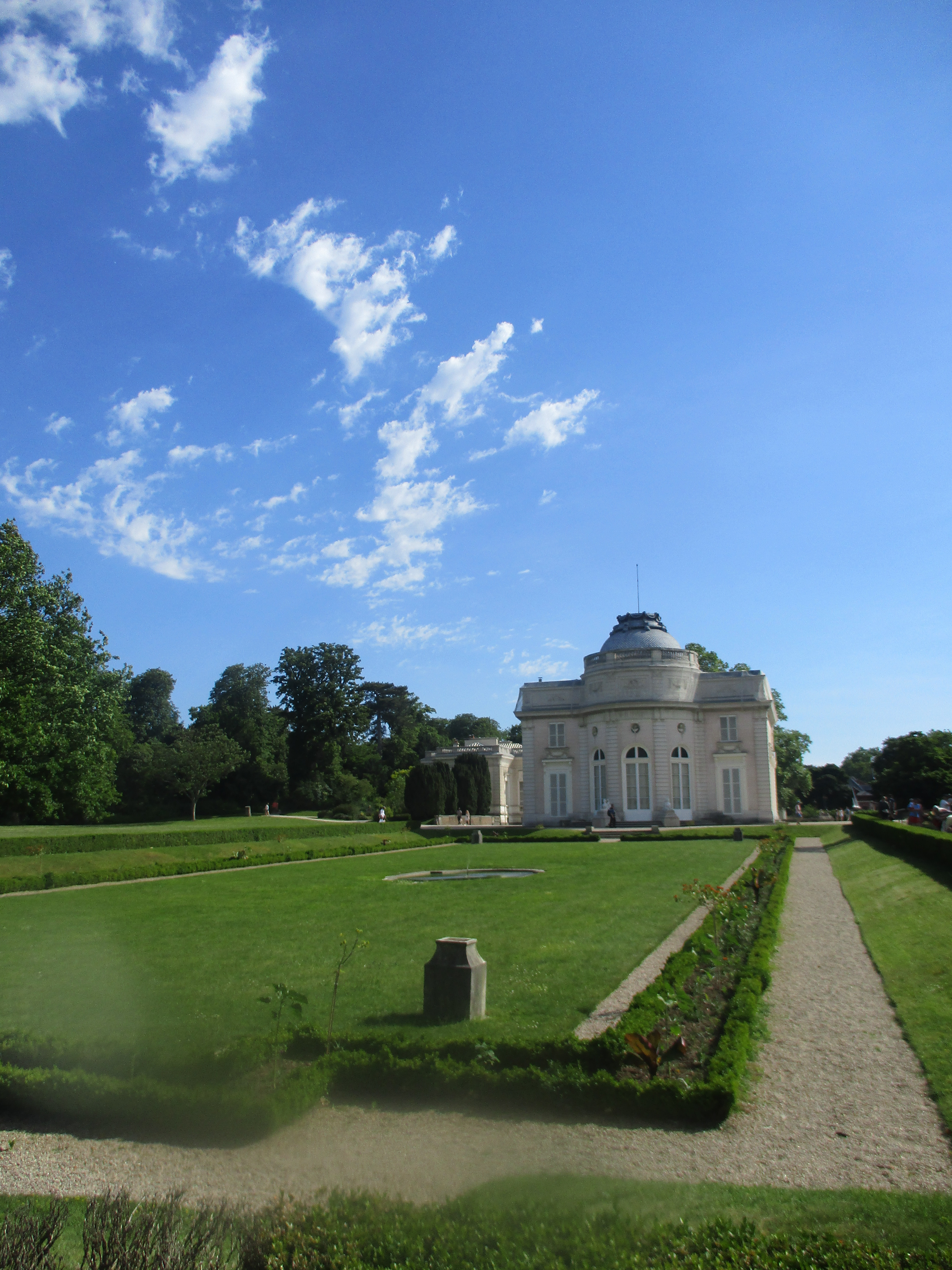
1775年、ルイ16世の弟アルトワ伯爵が古びた建物を購入し1777年に新築したのがバガテル城と庭園。凡そ100日以内で同城が完成するか義姉マリー・アントワネットはアルトワ伯と賭けをし、アルトワ伯が勝った。
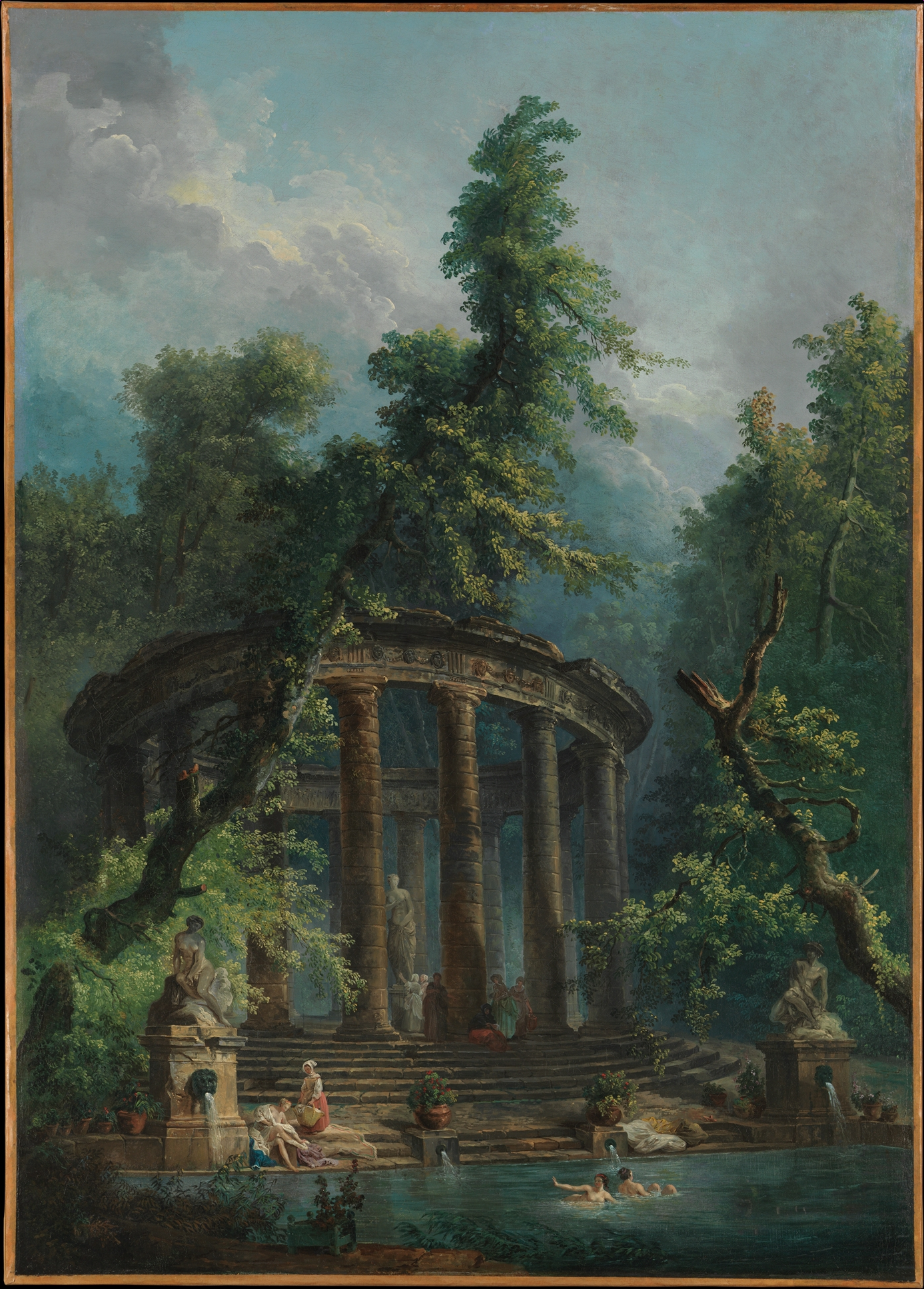
"水浴 ",ユベール・ロベール, NYメトロポリタン美術館蔵 (Hubert Robert, La Baignade, Met.)。バガテル庭園内の水浴場は1808年まであった。
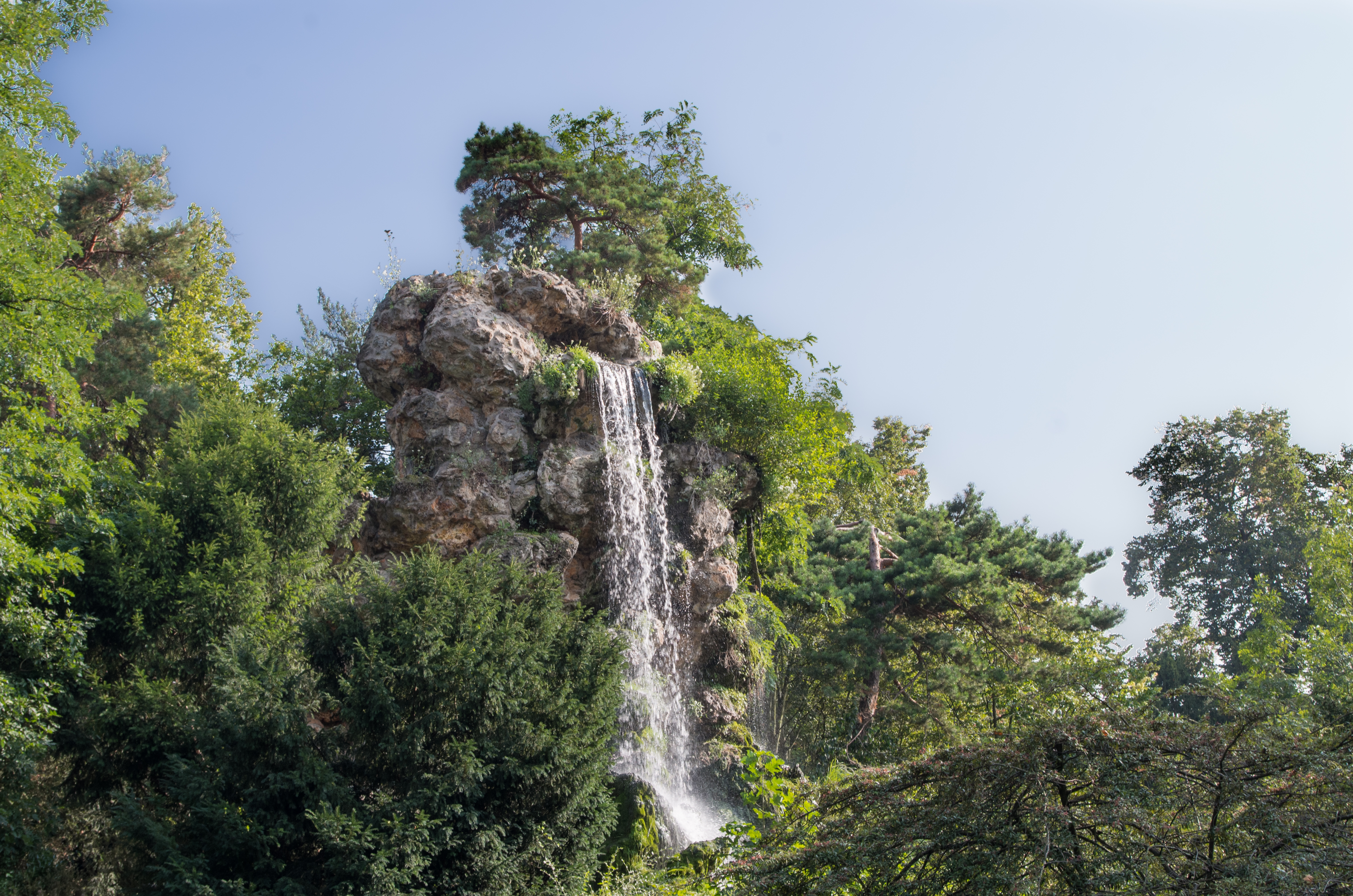
バガテル庭園内の大滝（2014年）
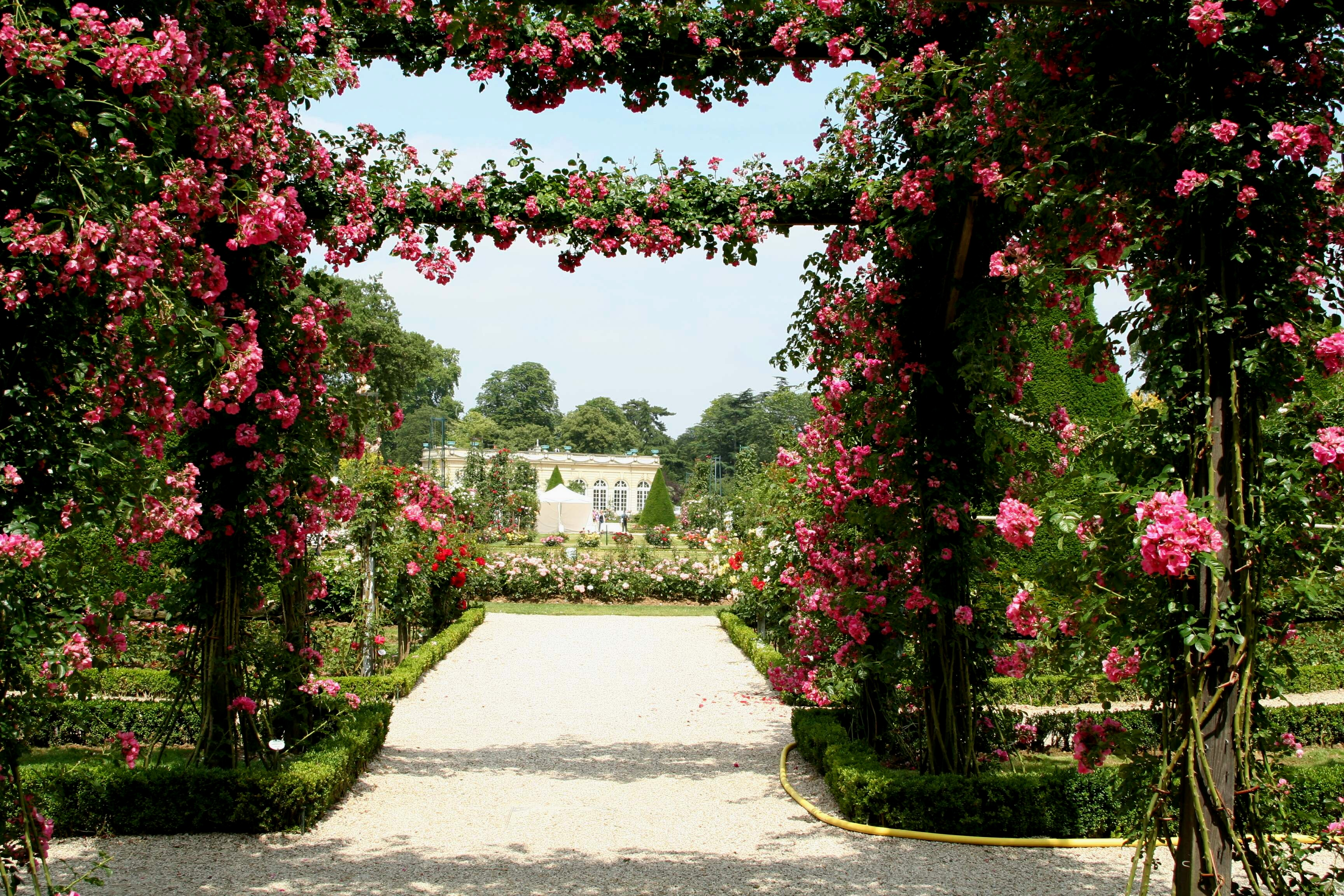
バガテル庭園内のバガテル・バラ園。前方からバラの木、古典的バラ園、オランジュリー (La roseraie classique avec, au premier plan, un rosier-liane American Pillar et à l'arrière-plan, l'orangerie.)
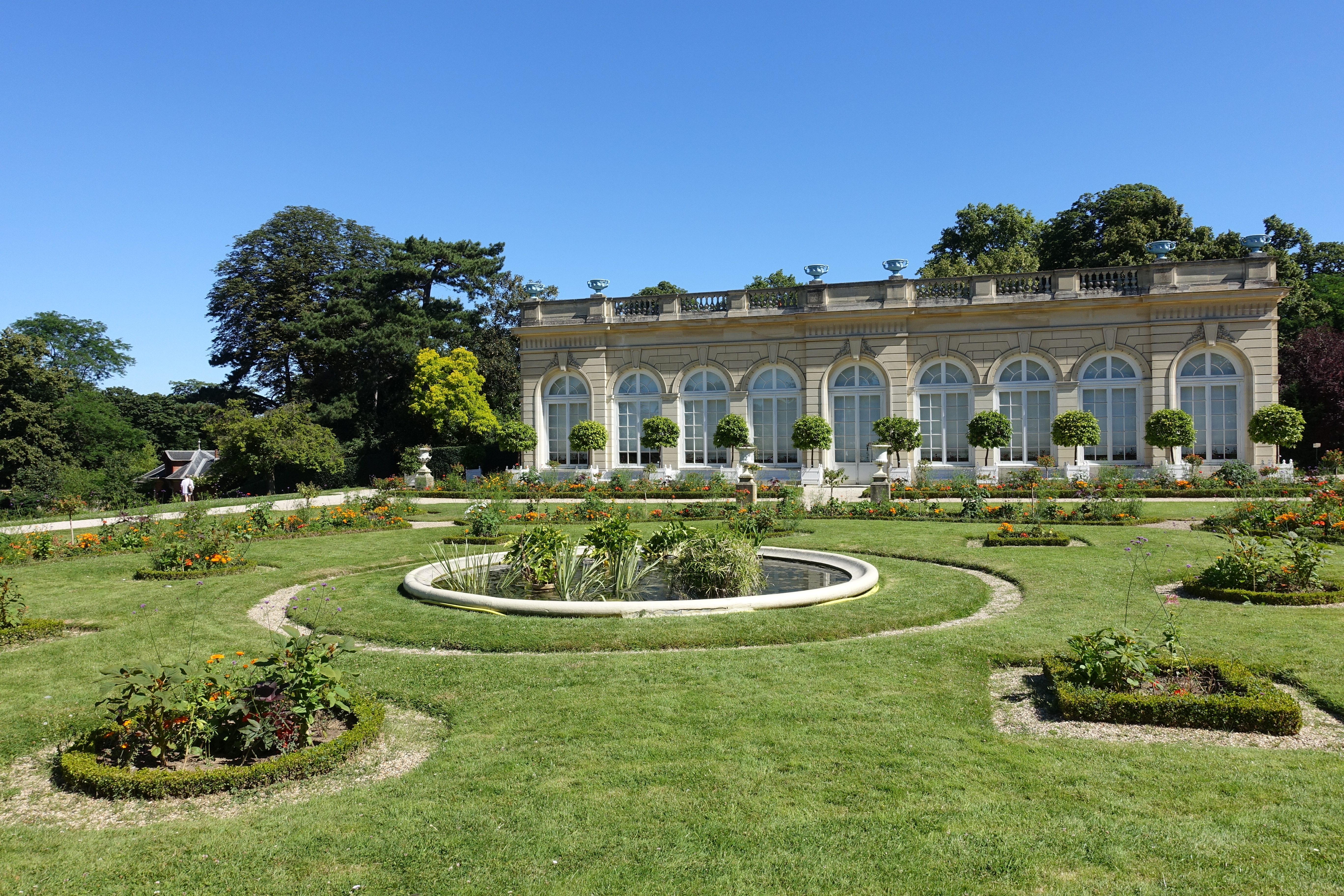
バガテル庭園内のオランジュリー（温室館）
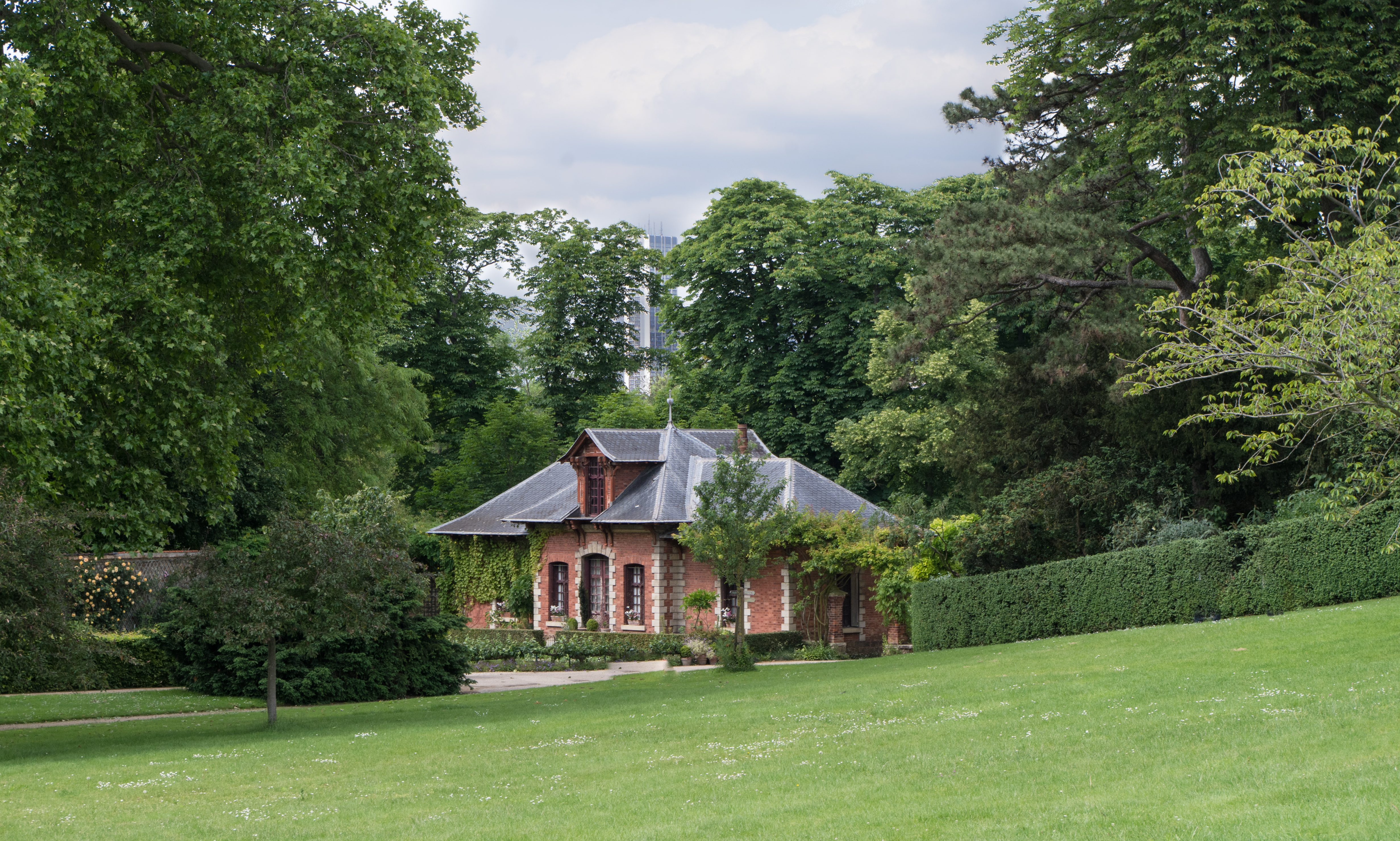
バガテル庭園の庭師の家 (Bagatelle : la maison du jardinier)。バガテル城には1848年から、パリで育った親仏イギリス人第4代ハートフォード侯爵リチャード・シーモア＝コンウェイ (fr) が居住した。ウォレス・コレクションで知られている。
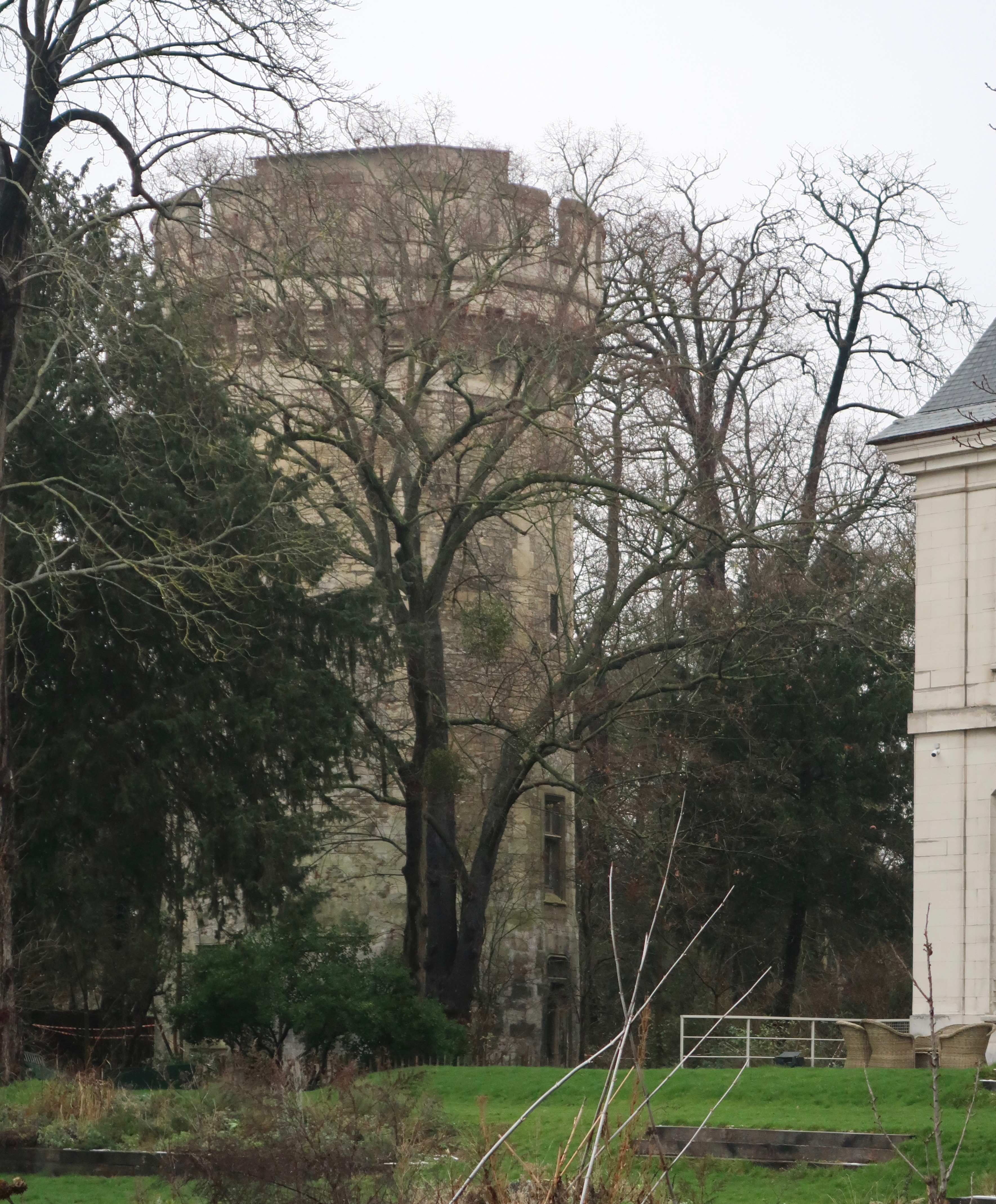
フランス革命で破壊され、第二帝政期にロンシャン競馬場となった旧ロンシャン王立修道院 (fr) 跡の塔は、旧ロンシャン城の一部を構成した。(Tour à côté du château de Longchamp, dans le bois de Boulogne, Paris, 16e.)
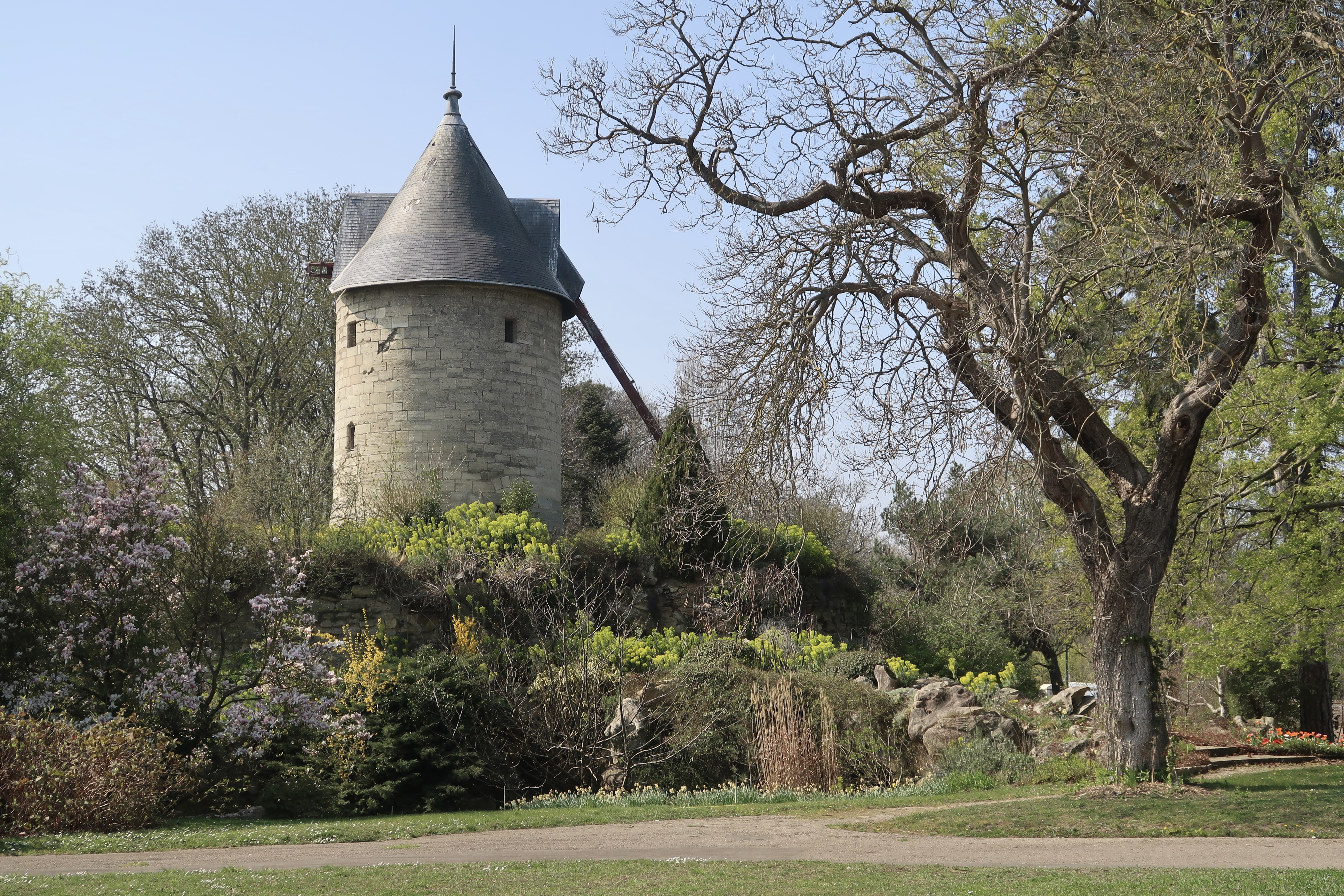
ロンシャン製粉所。1312年に旧ロンシャン王立修道院の敷地内に建てられ、1809年まで操業を続けた。
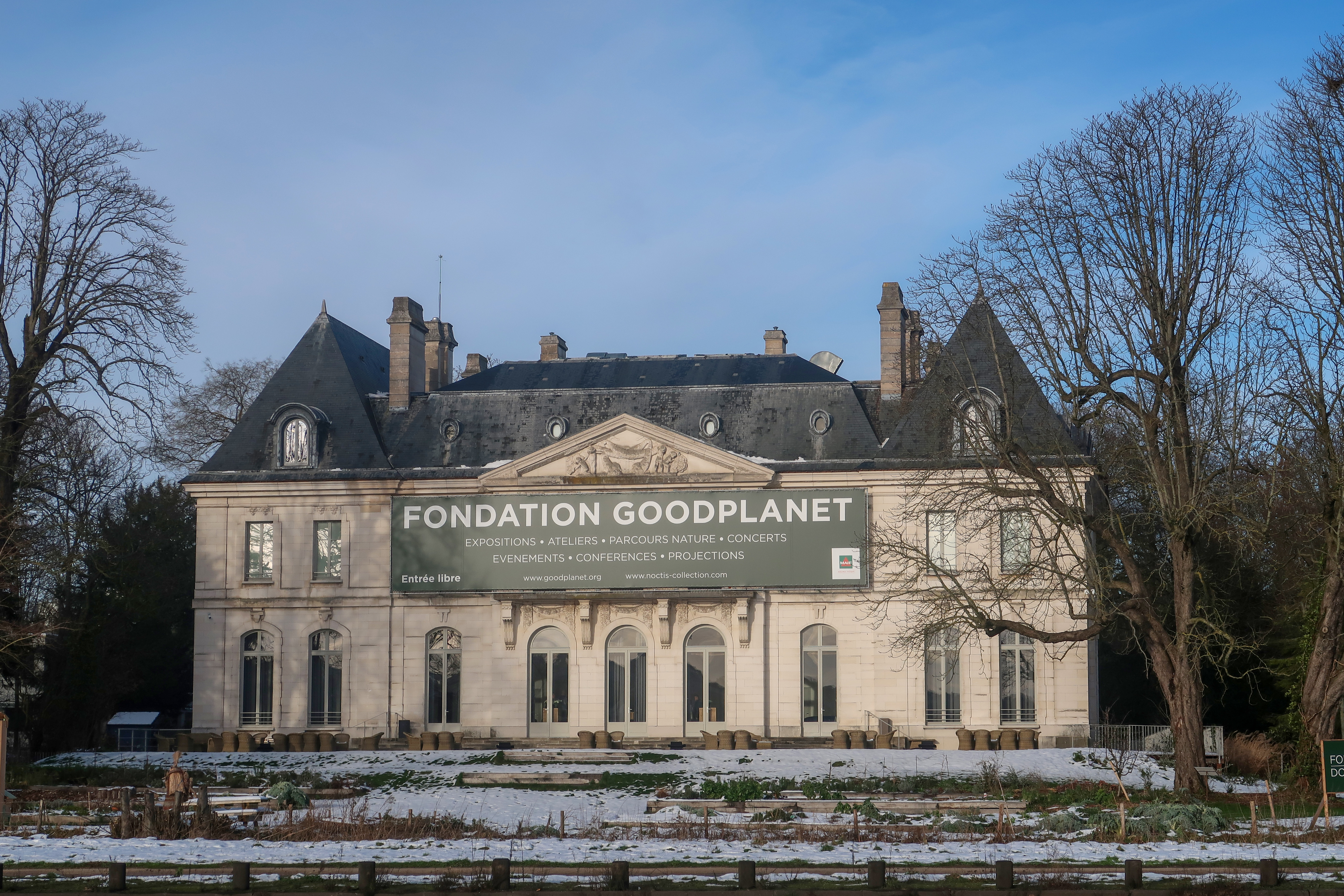
現在のロンシャン城に入るグッド・プラネット財団。パリ市から同城の管理を委託されている。(Château de Longchamp, bâtiment de la Fondation Good Planet dans le bois de Boulogne, Paris.). 1906年には香水王フランソワ・コティが所有した。